# Contea di Ribagorza

Contee pirenaiche orientali

La contea di Ribagorza o Ribagorça (in lingua catalana Comtat de Ribagorça) fu in origine la creazione indipendente di una locale dinastia basca poi integrata nel Regno di Navarra, e successivamente nel Regno d'Aragona. Storicamente ebbe un forte collegamento con le contee di Sobrarbe e Pallars. Il suo territorio consisteva nella valle dei fiumi Ésera, Isábena e Noguera Ribagorzana. La sede della contea era Benabarre. Altre città importanti erano Benasque, Graus e Pont de Suert. Oggi la parte occidentale della contea corrisponde presso a poco all'Aragonese comarca di Ribagorza, con il suo centro amministrativo di Graus; la parte orientale corrisponde alla Catalana comarca di Alta Ribagorça.
La prima storia della regione è stata scritta nei primi anni del XV secolo e conservata in un fragmentum historicum ex cartulario Alaonis (frammento storico da un cartulario di Alaon).

## Conti di Ribagorza
Prima dinastia di Ribagorza
- Raimondo I (872–920), figlio di Loup Donat, conte di Bigorre
- Bernardo I (920 – 950/955), figlio di Raimondo I, assieme al fratello Miro
- Miro o Mirone (920 – 954/955), figlio di Raimondo I, assieme al fratello Bernardo I
- Raimondo II (950/955 – 960/964), figlio di Bernardo I
- Unifredo (960/964–979), figlio del precedente
- Arnaldo (979–990), fratello del precedente, figlio di Raimondo II
- Isarno (990–1003), fratello del precedente, figlio di Raimondo II
- Tota (1003–1010), sorella del precedente, figlia di Raimondo II
- Guglielmo (1010–1017), nipote ed erede della precedente, figlio illegittimo di Isarno, che liberò la contea dai Saraceni, con l'aiuto del cugino Sancho Garcés conte di Castiglia
- Mayor (1017–1018), cugina di Guglielmo, sorella di Sancho Garcés, figlia di Ava di Ribagorza e nipote di Raimondo II, assieme al marito, il conte Raimondo III di Pallars Jussà, che dal 1010, governava una parte della contea
- Sancho III Garcés di Navarra (1018–1035), in nome della moglie, Munia di Castiglia, nipote ed erede di Mayor.
- Gonzalo I di Ribagorza (1035–1045), figlio di Sancho III, regnante come regulus (piccolo re) o rex (re) delle contee di Sobrarbe e Ribagorza, alla cui morte le contee furono annesse al Regno d'Aragona

Annessa al Regno d'Aragona
- Ramiro I di Aragona (1043-1063), fratello del precedente, figlio di Sancho III, anche Re d'Aragona
- Sancho Ramírez (1063-1085) anche Re d'Aragona
- Pietro I di Aragona (1085-1104), dal 1094 anche Re d'Aragona
- Alfonso I di Aragona (1104-1134) anche Re d'Aragona
- Ramiro II di Aragona (1134-1137) anche Re d'Aragona
- Raimondo Berengario IV di Barcellona (1137-1162), anche conte di Barcellona, Gerona, Osona e Cerdayna e príncipe d'Aragona
- Alfonso II d'Aragona (1162-1196) anche Re d'Aragona e conte di Barcellona e marchese di Provenza
- Pietro II di Aragona (1213-1276) anche Re d'Aragona e conte di Barcellona e signore di Montpellier
- Giacomo I d'Aragona (1196-1213) anche Re d'Aragona, di Maiorca e di Valencia, conte di Barcellona e signore di Montpellier
- Pietro III di Aragona (1276-1285) anche Re d'Aragona, di Sicilia e di Valencia e conte di Barcellona
- Alfonso III di Aragona (1285-1291) anche Re d'Aragona e di Valencia e conte di Barcellona
- Giacomo II di Aragona (1291-1322) anche Re d'Aragona e di Valencia e conte di Barcellona, sino al 1227

Seconda dinastia di Ribagorza
- Pietro IV (1322–1358), figlio minore di Giacomo II di Aragona.
- Alfonso IV di Ribagorza (1358–1412), figlio di Pietro
- Alfonso V di Ribagorza (1412–1425), figlio di Alfonso, alla cui morte la contea tornò al Regno d'Aragona

Nuovamente annessa al Regno d'Aragona
- Giovanni II d'Aragona (1425-1458), anchere di Navarra e poi dal 1458 re di Aragona, Valencia, Sardegna, Maiorca e di Sicilia, re titolare di Corsica, conte di Barcellona e delle contee catalane
- Ferdinando II d'Aragona (1458-1469), anche re di Sicilia dal 1468, poi re consorte di Castiglia dal 1474, re d'Aragona, Valencia, Sardegna, Maiorca e titolare di Corsica, conte di Barcellona e delle contee catalane, dal 1479

Discendenti dal duca di Villahermosa
- Alfonso VI (1469–1485), figlio illegittimo di Giovanni II d'Aragona
- Juan de Aragón (1485–1512), figlio illegittimo del predecessore
- Alfonso VII (1512–1533), figlio di Juan
- Martin (1533–1565 and 1573–1581), figlio di Alfonso
- Juan Alfonso (1565–1573), figlio di Martin
- Fernando (1581–1592), figlio di Martin
- Francisco (1592–1598), figlio di Martin